# Şenköy
Şenköy ist eine Kleinstadt im Landkreis Midyat der türkischen Provinz Mardin. Şenköy liegt etwa 49 km nordöstlich der Provinzhauptstadt Mardin und 17 km nordwestlich von Midyat. Şenköy hatte laut der letzten Volkszählung 4.148 Einwohner (Stand Ende Dezember 2009).